# Vue depuis le Quai d'Orsay
Vue depuis le quai d'Orsay est une peinture du milieu du 19e siècle, réalisée vers 1854 par l'artiste néerlandais Johan Barthold Jongkind. Réalisée à l'huile sur toile, la peinture fait actuellement partie de la collection du Metropolitan Museum of Art de New York. 

## Description
Le tableau représente le quai d'Orsay sur la rive gauche de la Seine à Paris. Conformément à certaines de ses œuvres antérieures, Jongkind a fait de la Seine un lieu d'activité industrielle; à ce titre, les grues, les barges, les chaloupes et les bêtes de somme occupent une place prépondérante dans la peinture. Plus bas sur la rivière, de grandes structures parisiennes peuvent être vues, tandis qu'un ciel légèrement nuageux plane au-dessus de la rivière . 